# 苯胺紫

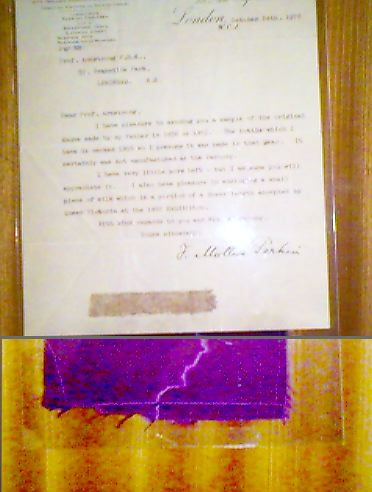
發明人Perkin儿子的信件及染了苯胺紫的絲布

苯胺紫（mauveine，aniline purple）又称木槿紫，是一种紫色的染料，化学式为C26H23N4+X−（苯胺紫A）和C27H25N4+X−（苯胺紫B）。由英國化學家威廉·珀金在1856年發現，所以也称珀金紫（Perkin's mauve）。

苯胺紫A结构式
苯胺紫B结构式
苯胺紫B2结构式
苯胺紫C结构式